# فارلی، میسوری
فارلی (به انگلیسی: Farley) یک روستا (ایالات متحده آمریکا) در ایالات متحده آمریکا است که در شهرستان پلت، میزوری واقع شده‌است.
 فارلی ۳٫۲۰ کیلومتر مربع مساحت و ۲۶۹ نفر جمعیت دارد و ۲۳۵٫۹۲ متر بالاتر از سطح دریا واقع شده‌است.